# Vemork
Vemork ist der Name eines Wasserkraftwerkes in der Nähe von Rjukan (Kommune Tinn) im norwegischen Fylke Telemark.

## Geschichte
Das Kraftwerk wurde von Norsk Hydro von 1907 bis 1911 errichtet. 1911 wurde in Vemork mit der Stromerzeugung begonnen; damals war es das größte Kraftwerk der Welt. Für das Kraftwerk wurde der 104 Meter hohe Wasserfall Rjukanfossen nutzbar gemacht. Die Turbinenanlagen stammten von den Ateliers Piccard, Pictet & Cie in Genf, die Generatoren von Escher Wyss und erbrachten je eine Leistung von 16.400 PS (12.060 Kilowatt) bei 250 Umdrehungen pro Minute. Das Kraftwerk erhielt mit der Rjukanbane eine Verbindung zum norwegischen Eisenbahnnetz. Später wurde neben dem Kraftwerksgebäude eine Fabrik zur Herstellung von Wasserstoff mittels der Elektrolyse von Wasser errichtet, deren Nebenprodukt Schweres Wasser ist; dieses Gebäude wurde in den 1970er Jahren abgerissen. Die Wasserstofffabrik war während des Zweiten Weltkrieges Schauplatz der Operation Gunnerside, einer von mehreren Sabotageaktionen von norwegischen Widerstandskämpfern und britischen Alliierten, mit dem Ziel, die Nationalsozialisten an der Herstellung des für die vermutete Entwicklung einer Atombombe benötigten Schweren Wassers zu hindern.
Heute befindet sich im Kraftwerksgebäude das Norwegische Industriearbeitermuseum. Für die Stromerzeugung wird seit 1971 eine neue, unterirdische Anlage genutzt mit einer Bemessungsleistung von 204 MW. Die Anlagen um Vemork einschließlich der Bahnstrecke und der früheren Unterkünfte wurden im Juli 2015 zusammen mit Notodden in das UNESCO-Weltkulturerbe aufgenommen.

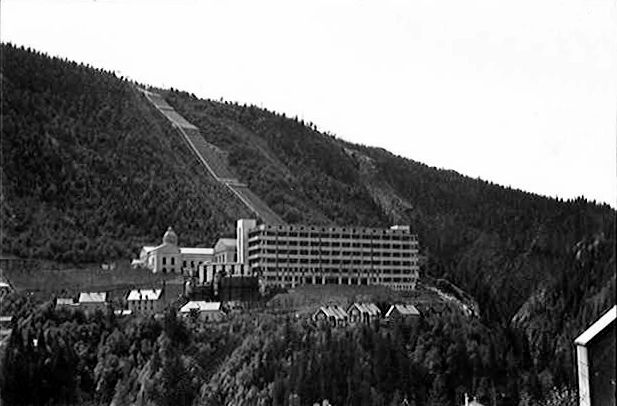
Kraftwerk mit Schwerwasser-Produktionsgebäude (1935)
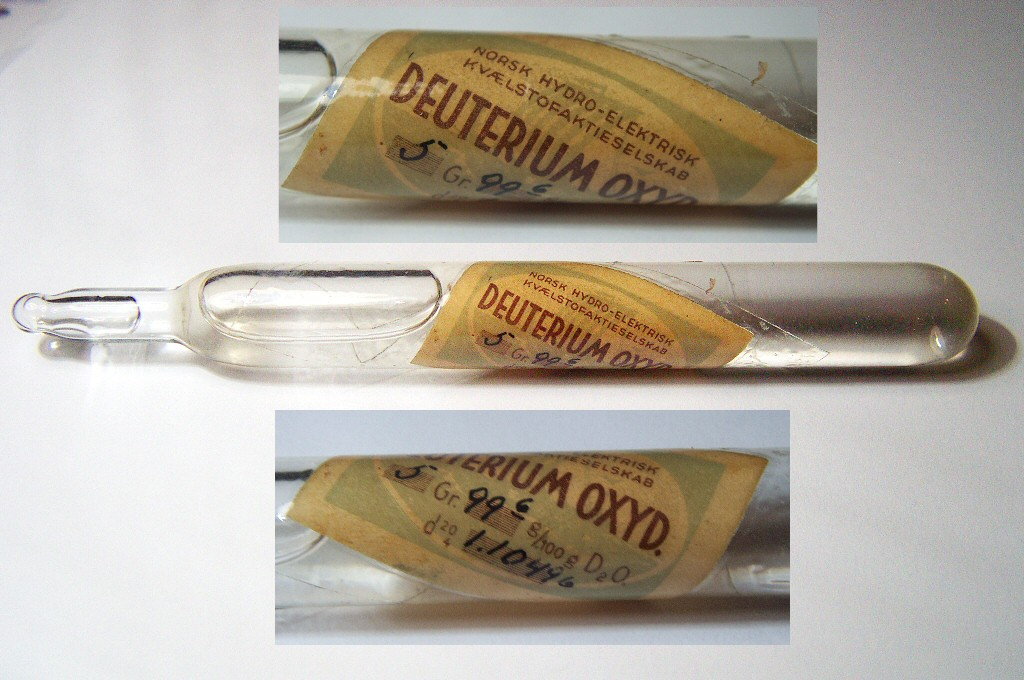
Historische Proben mit Schwerem Wasser, das in Vemork hergestellt wurde
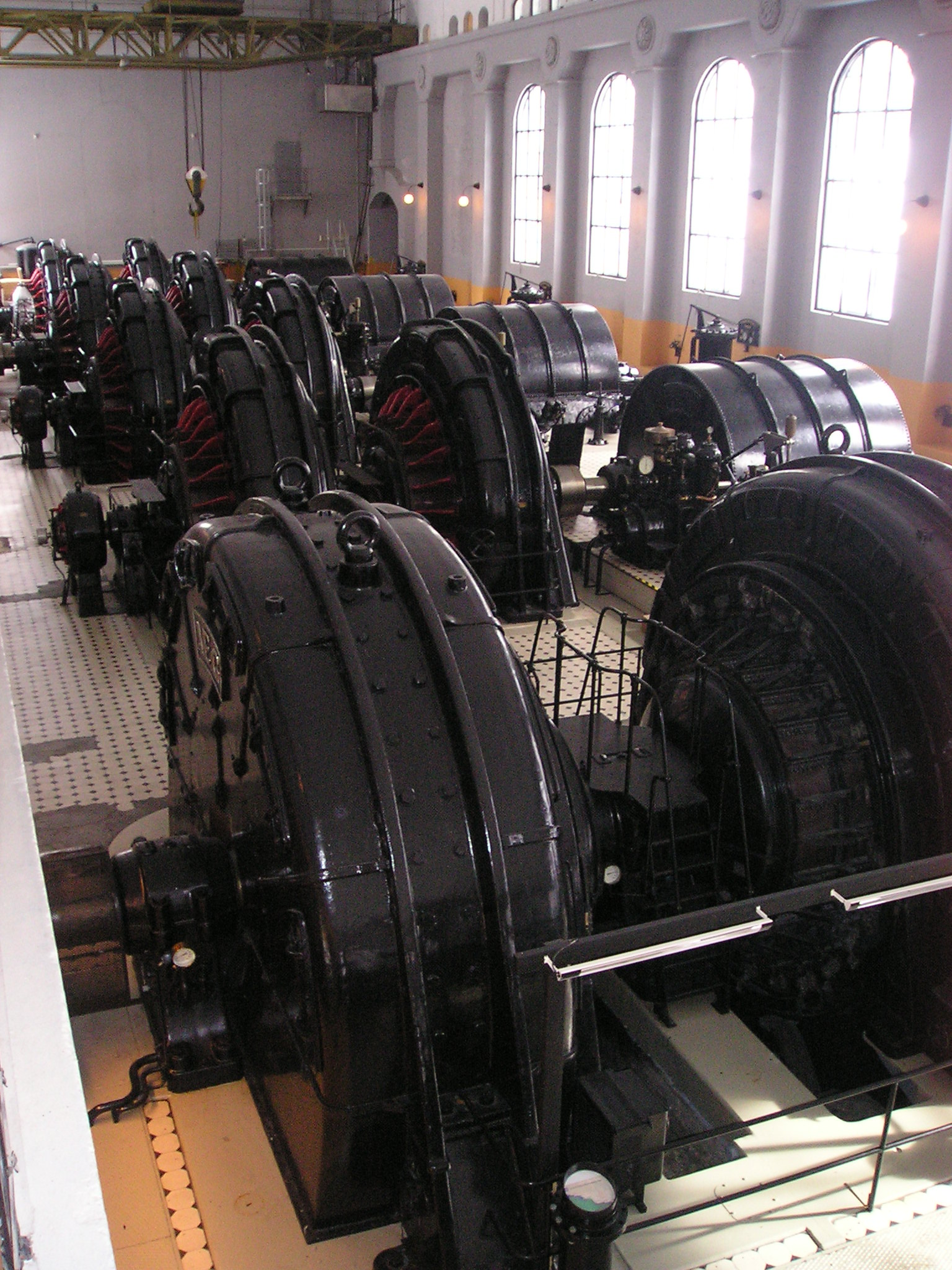
Turbinen im Kraftwerk Vemork